# ISO 3166-2:BY
ISO 3166-2:BY — стандарт Международной организации по стандартизации, который определяет геокоды. Является подмножеством стандарта ISO 3166-2, относящимся к Беларуси. Стандарт охватывает 6 областей и город Минск Республики Беларусь. Каждый код состоит из двух частей: кода Alpha2 по стандарту ISO 3166-1 для Беларуси — BY и дополнительного кода, записанных через дефис. Дополнительный двухбуквенный код образован созвучно названию области, города. Геокоды областей и города Беларуси являются подмножеством кодов домена верхнего уровня — BY, присвоенного Беларуси в соответствии со стандартами ISO 3166-1.

## Геокоды Беларуси
Геокоды 6 областей административно-территориального деления Беларуси.
| Геокод | Административная единица | Статус  |
| ------ | ------------------------ | ------- |
| BY-BR  | Брестская область        | область |
| BY-HO  | Гомельская область       | область |
| BY-HR  | Гродненская область      | область |
| BY-MA  | Могилёвская область      | область |
| BY-MI  | Минская область          | область |
| BY-HM  | Минск                    | город   |
| BY-VI  | Витебская область        | область |

## Геокоды пограничных Беларуси государств
- Россия — ISO 3166-2:RU (на востоке),
- Украина — ISO 3166-2:UA (на юге),
- Польша — ISO 3166-2:PL (на западе),
- Латвия — ISO 3166-2:LV (на северо-западе),
- Литва — ISO 3166-2:LT (на северо-западе).

## Примечание
Аббревиатура BY образована из англоязычного названия Byelorussia, которое, в свою очередь, произошло от русского слова Белоруссия. В настоящее время ни в русском языке, официально применяемом в Белоруссии, нет такого слова (заменено на Беларусь, в России официально употребляются оба названия), ни в английском языке нет слова Byelorussia (заменено на Belarus). Однако аббревиатура BY сохранилась.